# قشلاق تة سران (مقاطعة دلفان)
قشلاق تة سران (بالفارسية: قشلاق ته سران) هي قرية تقع في قسم ايتيوند الجنوبي الريفي (مقاطعة دلفان) في إيران. يقدر عدد سكانها بـ 24 نسمة بحسب إحصاء 2016.